# Hibbertia pallidiflora
Hibbertia pallidiflora är en tvåhjärtbladig växtart som beskrevs av H.R. Toelken. Hibbertia pallidiflora ingår i släktet Hibbertia och familjen Dilleniaceae. Inga underarter finns listade i Catalogue of Life.